# Directive de l'Union européenne
Une directive est un acte normatif pris par les institutions de l'Union européenne. Avec les règlements, les décisions, les avis et les recommandations, les directives communautaires font partie du droit dérivé de l'Union européenne.
À la différence d'un règlement communautaire qui s'applique totalement et directement, une directive donne des objectifs à atteindre par les pays membres, avec un délai. Ce délai permet aux gouvernements nationaux de s'adapter à la nouvelle réglementation.

## Présentation
Aux termes de l'article 288 du traité sur le fonctionnement de l'Union européenne, « La directive lie tout État membre destinataire quant au résultat à atteindre, tout en laissant aux instances nationales la compétence quant à la forme et aux moyens ». En d'autres termes, la directive est un texte adopté par les institutions de l'Union européenne qui fixe des règles que les États membres doivent inclure dans leur droit interne (on parle de « transposition » en droit national), notamment par des actes législatifs ou réglementaires. Les États disposent pour ce faire d'un délai dit « de transposition ».
La directive fixe donc un but à atteindre, mais laisse aux États le choix des moyens pour y arriver. Contrairement aux règlements, les directives ne sont pas d'application directe dans le droit interne ; elles nécessitent une intervention des États, mais cette intervention n'est pas assimilable à une mesure de réception, comme en droit international.
En France comme dans les autres États membres, la loi a pour objet d’appliquer une disposition communautaire dans 60 à 70 % des cas pour des textes nouveaux. Ce pourcentage ne doit toutefois pas induire en erreur. En effet, la forme à donner à cette transposition reste, selon l'article 288, de la compétence des Parlements et des autorités nationales. Il ne s'agit donc pas d'une simple traduction de normes élaborées par les institutions communautaires et inscrites telles quelles dans le droit interne. Les directives sont des « lois-cadres », certes obligatoires quant à leur but puisqu'elles lient les États membres quant au résultat à atteindre, mais ce sont les autorités nationales qui définissent la forme de ce résultat en droit interne.

## Processus d'élaboration d'une directive
Bien que la directive au sens propre soit un acte normatif du Conseil des ministres, son élaboration et son adoption prennent du temps et sont marquées par plusieurs étapes. Plusieurs institutions interviennent dans ce processus et notamment le « triangle institutionnel » : la Commission européenne, le Conseil de l'Union européenne, et le Parlement européen.
Les règles et les procédures de décision au sein de l’UE sont définies dans les traités fondateurs. En principe, il appartient à la Commission de proposer de nouveaux actes législatifs européens et au Parlement et au Conseil de les adopter. La Commission et les États membres se chargent ensuite de les appliquer. La Commission veille à leur respect.

### Proposition
La Commission européenne, composées des commissaires nommés par les États membres, élabore et adopte une proposition de directive qu'elle soumet au Conseil de l'Union européenne et au Parlement européen.

### Élaboration
La proposition de la Commission suit alors en général deux voies parallèles en vue de sa présentation au Conseil de l'Union européenne d'une part et du Parlement européen d'autre part.
- La voie du Conseil : un groupe de travail, composé de représentants des pays membres ou de leurs ministères, prépare le texte. Il est ensuite étudié par le Comité des représentants permanents ou COREPER avant d'être inscrit à l'ordre du jour de la réunion du Conseil de l'Union européenne.
- La voie du Parlement : une des commissions du Parlement étudie la proposition de la Commission. Un rapport est rédigé par un rapporteur et le texte est inscrit à l'ordre du jour du Parlement.

### Adoption

#### Éventuellement par le Parlement européen

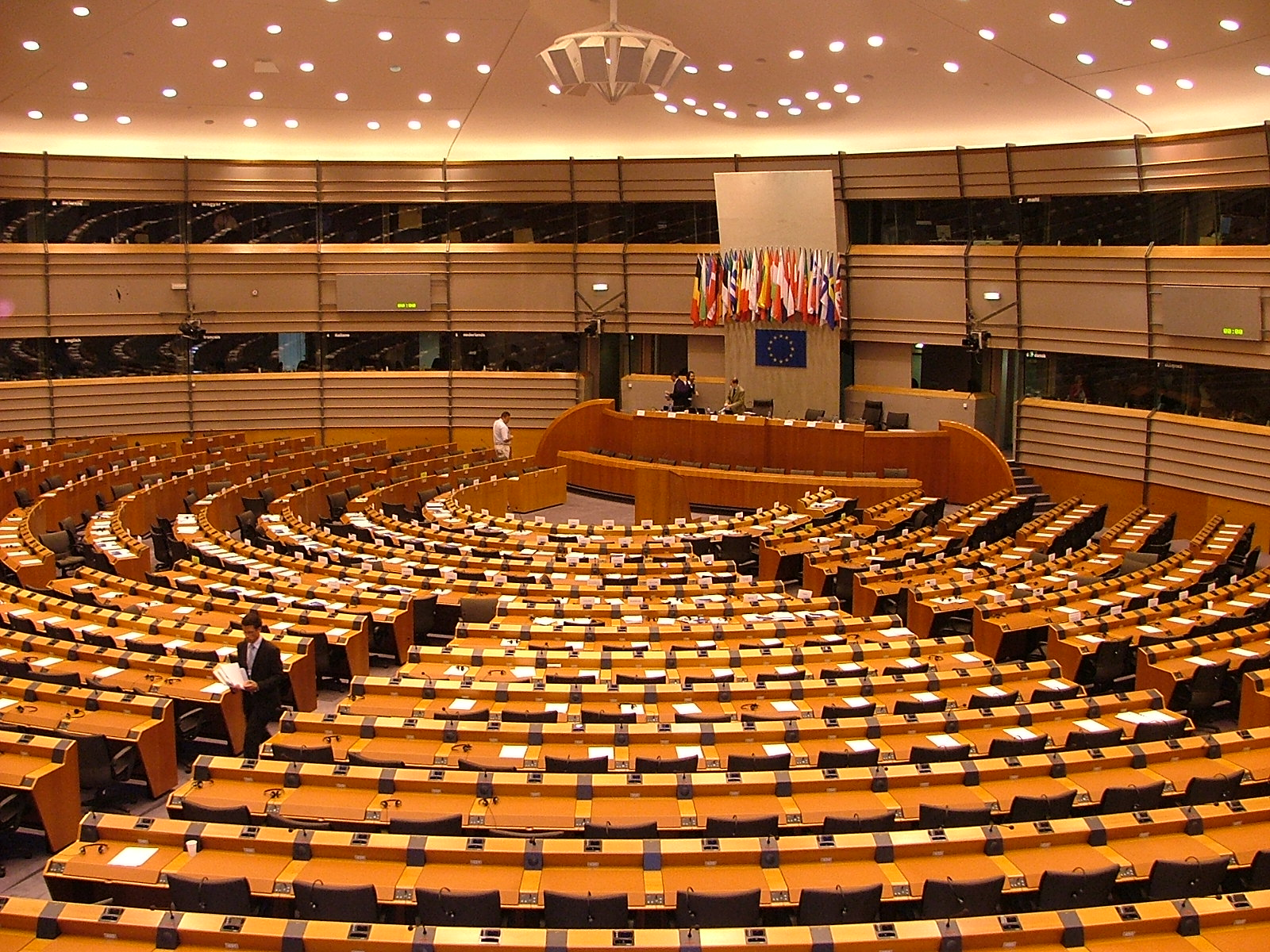
Hémicycle du Parlement à Bruxelles.

Bien que la directive soit un acte normatif du Conseil de l'Union européenne, suivant le domaine traité, le Parlement européen, composé des représentants des citoyens de l'Union, a plus ou moins de pouvoir d'intervention dans l'adoption d'une directive. Les trois principales procédures à sa disposition sont :
- la consultation : le Parlement peut adopter, rejeter ou demander l'amendement de la proposition de la Commission ;
- l’avis conforme : le Parlement peut adopter ou rejeter en bloc la proposition de la Commission mais ne peut pas demander d'amendement ;
- la codécision : le Parlement ne se contente plus de donner son avis mais est associé au Conseil dans l'élaboration du texte. Malgré la mise en place de la procédure de codécision, le Conseil des ministres, composé des ministres des gouvernements des États membres, reste l'organe décisionnaire suprême de l'Union.

#### Systématiquement par le Conseil de l'Union européenne

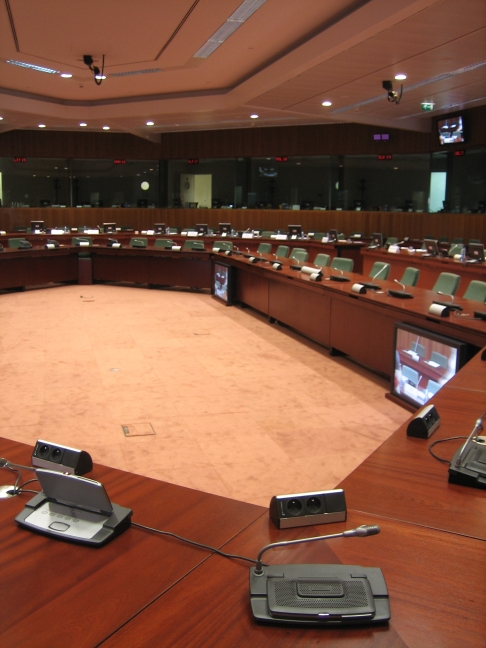
Salle du Conseil.

Le Conseil de l'Union européenne, composé de ministre de chaque État membre, examine le texte qui lui est proposé. Suivant le domaine traité et la procédure suivie, il peut ou doit tenir compte de l'avis du Parlement. Une fois adopté par le Conseil, le texte devient une Directive européenne au sens propre du terme.
L'étape suivante est la transposition.

## Transposition
En général, la directive fixe le délai au terme duquel la législation transposée doit être adoptée. La transposition et l'application ne doivent pas être confondues. L'implémentation ne vise pas seulement la transposition formelle mais toutes les mesures qui concourent à la mise en œuvre effective de la directive (information, formation, incitation, mise en œuvre de sanctions administratives, civiles et pénales, etc.).
Un suivi rapproché de la transposition est assuré par la Commission européenne. Les mesures nationales doivent être notifiées à la Commission dans les délais requis. Une procédure spéciale de Notification Assistée par Ordinateur a été mise en place à cet effet.
Les retards de notification ont en général un impact négatif sur l'harmonisation des lois, la réalisation du marché unique. La législation transposée intéresse l'ordre public. De fait, le retard ou l'absence de transposition d'une directive permet notamment aux requérants privilégiés (institutions et États membres) d'engager un recours en manquement ou en responsabilité à l'encontre de l'État défaillant. Des progrès en matière de retard de transposition ont été enregistrés par la France depuis 2009, le taux de déficit de transposition (nombre de directives dont la transposition n'est pas complète à leur échéance rapporté au nombre total de directives en vigueur) oscille entre 0,3 et 1 % depuis cette date.
Le manque d'harmonie de la législation transposée avec la directive est sanctionné par les juridictions européennes comme portant atteinte à l'objectif poursuivi par la directive. Ceci concerne en particulier la libre circulation des produits et services, pour laquelle des différences de législation cachent souvent des « obstacles aux échanges ». Dans son avis 3/2005, la Cour des comptes européenne note que la transposition d'une directive sera incorrecte si elle n'est pas conforme à la directive d'origine : « Même si cet objectif a été atteint pour la plupart des modifications proposées, la Cour observe que, sur plusieurs points, la transposition de la directive manque de cohérence, notamment du fait :
- de l’utilisation de termes ou de définitions différents de ceux figurant dans la directive, et cela sans aucune justification ;
- d’une transposition incomplète de certaines dispositions ;
- d’une transposition erronée de la directive ;
- de l’introduction de termes ou d’éléments qui ne sont pas prévus dans la directive ;
- d’une transposition effectuée sans que le contexte communautaire soit pris en considération ;
- de contradictions dans la directive même. »

Si un État membre n'adopte pas une législation compatible, la Commission Européenne peut initier à son encontre des poursuites. Ces poursuites sont à la fois coûteuses et fréquentes. En 2017, le nombre d'infractions non résolues s'élevait à 674 pour l'ensemble de l'Union Européenne, ces données sont présentées dans un tableau de bord très détaillé tenu par la Commission. Proportionnellement, les domaines ayant le plus d'infractions en cours de traitement sont l'environnement, le transport et les taxations.

## Mise en œuvre
Une fois mises en vigueur, on sait que les lois ne sont pas toutes appliquées de manière satisfaisante. Il convient d'avoir à l'esprit l'exemple des limites de vitesse dont l'observation par les automobilistes a pris plus de 100 ans. La mise en œuvre des directives rencontre des difficultés similaires. C'est la raison pour laquelle, les directives les plus récentes tendent à énoncer des indicateurs mesurables et échelonnés dans le temps afin d'assurer leur mise en œuvre effective. Cette pratique est particulièrement remarquable dans le domaine de l'environnement.
Pour atteindre ces objectifs, les États membres sont confrontés au problème du coût de la législation pour leur économie. La conformité présente le plus souvent des avantages notoirement supérieurs aux inconvénients mais des différences d'efficience dans l'application des lois existent. Ainsi on observe que le coût de mises en œuvre des lois varie sensiblement d'un État à l'autre. Selon la Commission, le coût annuel de mise en œuvre aux Pays-Bas peut être considéré comme représentatif (3,5 % du PIB - Com 2006 - 691).
Pour améliorer la situation et diffuser les meilleures pratiques, la Commission a lancé le programme « mieux légiférer » qui se propose de réduire sensiblement les coûts de mise en œuvre injustifiés : « La plupart des coûts engendrés par la législation portent sur les investissements (par exemple installation d'équipement de sécurité) nécessaires pour se conformer à la loi. Mais il existe d'autres coûts à caractère administratif, tels que ceux engendrés par l'obligation de faire rapport sur telle ou telle activité. Ces coûts doivent être réduits lorsque cela est possible sans compromettre la réalisation des objectifs de la législation. L'expérience des États membres démontre que les autorités publiques peuvent faire beaucoup pour faire diminuer les charges administratives injustifiées dues à la législation – on estime que les bénéfices économiques d'une telle action correspondent à une augmentation du PIB pouvant atteindre 1,5 %, soit jusqu’à 150 milliards d'euros » (Com 2006 -689). La Commission s'est assignée l'objectif ambitieux de réduire d'un quart ces dépenses injustifiées d'ici à 2012. Cet objectif avait été énoncé avant la Crise de 2008. Pour la plupart des décideurs européens, il est clair aujourd'hui que ces objectifs doivent être dépassés et que la question de l'amélioration des processus de décision et de mise en œuvre devient une priorité de tout premier ordre (cf. à ce sujet les Journées Européennes de l'Informatique Juridique qui se sont tenues à Paris en décembre 2008).

## Droit européen et droit national
L’Union émanant de traités, juridiquement parlant, elle ne fait pas de lois et ses actes n’ont de valeur juridique qu’une fois transposés ou mis en œuvre par les institutions nationales. En effet, suivant la lettre des traités, une directive commande à des institutions (de l'Union ou des États membres) et non pas aux individus (rôle de la loi), en fixant des « objectifs » qui lient les États membres « quant aux résultats à atteindre ». Nombre de directives établissent cependant désormais des règles en détail, conçues pour être directement transposées dans la loi nationale.
Toutefois, la nature juridique de l’Union européenne a changé progressivement. Plusieurs facteurs ont convergé pour affirmer la primauté du droit communautaire sur celui des États membres.
Aucun juriste ne remettait en question la primauté des constitutions nationales sur les traités... avant que la construction européenne ne prenne une ampleur grandissante. Ce furent tout d’abord deux arrêts de la Cour de Justice européenne affirmant que « la Communauté constitue un nouvel ordre juridique de droit international, au profit duquel les États ont limité, bien que dans des domaines restreints, leurs droits souverains » et que « l'article 12 du traité instituant la CEE produit des effets immédiats et engendre dans le chef des justiciables des droits individuels que les juridictions internes doivent sauvegarder ». Il s’ensuivi une absence de réaction des États membres, dans un contexte européen où la question avait encore peu de portée pratique. Puis en 1998 (arrêt Sarran), le Conseil d'État français réaffirma la primauté de la constitution nationale. Toutefois, l'article 88-1 de la Constitution dispose que « La République participe aux Communautés européennes et à l'Union européenne, constituées d'États qui ont choisi librement, en vertu des traités qui les ont instituées, d'exercer en commun certaines de leurs compétences », et l'article 55 affirme quant à lui que « Les traités ou accords régulièrement ratifiés ou approuvés ont, dès leur publication, une autorité supérieure à celle des lois, sous réserve, pour chaque accord ou traité, de son application par l'autre partie. » Ainsi, le Conseil constitutionnel juge que « la transposition en droit interne d'une directive communautaire résulte d'une exigence constitutionnelle à laquelle il ne pourrait être fait obstacle qu'en raison d'une disposition expresse contraire de la Constitution ». Aussi, dans une décision plus tardive, il déclare : « la transposition d'une directive ne saurait aller à l'encontre d'une règle ou d'un principe inhérent à l'identité constitutionnelle de la France, sauf à ce que le constituant y ait consenti ». Ensuite, le Conseil d'État déclare dans une décision rendue en 2007 qu'il est de son ressort dans le cadre de la contestation d'une directive « d'examiner directement la constitutionnalité des dispositions réglementaires contestées » dans le cas où aucune législation communautaire ne protégerait déjà les dispositions et principes défendus par la Constitution française, invoqués pour contester la directive.
Dans ce cadre incertain, on peut donc s'interroger sur l'autorité juridique d'une directive européenne par rapport à la constitution elle-même, sa supériorité par rapport à la loi étant acquise. En effet, en France, les directives européennes trouvant leur légitimité directement au sein de la constitution (leur donnant ainsi un statut potentiellement constitutionnel), que se passerait-il si des clauses d'une directive entraient en contradiction avec des dispositions constitutionnelles ? Cela dépendrait-il de la nature de ces dispositions, « expresses » ou non, ou encore des principes inhérents à l'« identité constitutionnelle de la France » ?
Ainsi, en janvier 2003, le Parlement français fut-il contraint de modifier un article d’une loi qu’il avait auparavant adoptée à l’unanimité, disposant qu’« un élément isolé du corps humain ou, autrement produit par un procédé technique, y compris la séquence ou la séquence partielle d’un gène, ne peut constituer une entité brevetable », sur injonction de la Cour de justice européenne[réf. souhaitée]. Le Conseil constitutionnel français a ainsi considéré les engagements européens de la France comme une disposition constitutionnelle. Il admet ainsi que nombre des clauses de la constitution nationale n’aient plus aucune portée pratique, sans toutefois les supprimer ou les modifier[réf. nécessaire], car l’Union, pour imposer la légalité de ses actes, doit absolument recourir aux moyens institutionnels des États membres qui transforment les décisions européennes en lois nationales.

## Après le Traité de Rome
L'article 288 du TFUE dispose que « la directive lie tout État membre destinataire quant au résultat à atteindre tout en laissant aux instances nationales le choix quant à la forme et aux moyens ». Il s'agit d'une véritable obligation de résultat, qui n'est pas toujours respectée par les États membres : au 18 mars 2004, le Journal Les Échos dénombrait 108 directives non transposées en France. La Cour de Justice de l'UE reconnaît désormais que les directives ont un « effet direct ». Prises par le Conseil ou la Commission, les directives doivent être publiées au Journal officiel de l'UE (JOUE).

## Valeur juridique de la directive non transposée
Les directives devenant très précises, la question s'est posée de leur valeur juridique[Où ?] au-delà du texte des traités. En revanche les particuliers peuvent en bénéficier si ces 4 conditions sont réunies[réf. souhaitée] : 
- le délai de transposition est dépassé;
- que cela ait été mal transposé, voire absence de transposition dans le délai imparti;
- la directive comporte des dispositions claires, précises et inconditionnelles (selon la CJUE);
- elle est invoquée par un particulier contre l'État (effet direct ascendant).

### Position de la CJUE
La Cour de justice de l'Union européenne a commencé par accroître leur valeur juridique en admettant leur effet direct avec ses arrêts Franz Grad c/ Finanzamt et Van Duyn. Elle a ainsi admis que les justiciables puissent s'en prévaloir en l'absence de transposition (ou après une directive mal transposée) sous certaines conditions :
- la directive doit tout d'abord être claire, c'est-à-dire qu'elle pose une obligation de faire ou de ne pas faire (arrêt),
- ensuite, elle doit être précise, c’est-à-dire qu'elle ne nécessite pas de règlement d'application,
- enfin, elle doit également être inconditionnelle c'est-à-dire qu'elle ne sera directement invocable qu'au terme du délai de transposition.

### Position du Conseil d'État français

#### La jurisprudence Cohn-Bendit
Le Conseil d'État a d'abord refusé cette évolution avec l'arrêt Cohn-Bendit du 22 décembre 1978 en décidant que les directives communautaires « ne peuvent être invoquées à l'appui d'un recours dirigé contre un acte administratif individuel à défaut de toute contestation sur la légalité des mesures réglementaires prises pour se conformer à cette directive ».
Il a ensuite considérablement nuancé sa décision en admettant l'effet direct de la directive dans de nombreuses hypothèses, pour finir par reconnaître (en contradiction avec la jurisprudence Cohn-Bendit) la possibilité pour le justiciable de se prévaloir des dispositions d'une directive non transposée.

#### Lestempéraments
Le Conseil d'État a distingué selon la nature de l'acte attaqué, réglementaire ou individuel.

##### Pour les actes réglementaires
- On ne peut prendre d'acte contraire aux objectifs de la directive avant l'expiration du délai[21],
- L'absence de transposition dans les délais est illégale,
- Cette absence de transposition engage la responsabilité de l'État (arrêt SA Arizona Tobaco Products du Conseil d'État du 28 février 1992[22] qui suit l'arrêt Andréa Francovich c/ Italie du 19 novembre 1991 de la CJUE[23]).

##### Pour les actes individuels
- L'État français ne peut se prévaloir d'une directive non transposée (arrêt Lilly france du Conseil d'État[24]).
- La jurisprudence Cohn Bendit[19] refusait l'invocabilité d'une directive non transposée contre un acte individuel. Mais en appliquant la théorie de l'exception d'illégalité, le Conseil d'État annule néanmoins en se fondant sur l'acte réglementaire sur le fondement duquel a été pris l'acte individuel. Il a également appliqué cette théorie en l'absence de texte, en sanctionnant un état du droit ou une jurisprudence.

#### Le revirement de la jurisprudence Perreux
Par un arrêt du 30 octobre 2009, l'assemblée du contentieux du Conseil d'État a décidé que « tout justiciable peut se prévaloir, à l’appui d’un recours dirigé contre un acte administratif non réglementaire, des dispositions précises et inconditionnelles d’une directive, lorsque l'État n’a pas pris, dans les délais impartis par celle-ci, les mesures de transposition nécessaires. »

## Veille juridique des entreprises
Les entreprises européennes font généralement une veille régulière sur les directives en cours ou à venir.

## Quelques directives
- Directive 76/160/CEE, directive concernant la gestion de la qualité des eaux de baignade dite « directive baignade »,
- Directive 79/409/CEE, dite « Directive oiseaux »,
- Directive Nitrates
- Directive 89/391/CEE du Conseil, du 12 juin 1989, concernant la mise en œuvre de mesures visant à promouvoir l'amélioration de la sécurité et de la santé des travailleurs au travail
- Directive 89/392/CEE,
- Directive 91/414/CEE du Conseil, du 15 juillet 1991, concernant la mise sur le marché des produits phytopharmaceutiques,
- Directive 91/440/CEE du Conseil, du 29 juillet 1991, relative au développement de chemins de fer communautaires
- Directive 92/43/CEE, dite « directive habitats »,
- Directive 93/98/CE, directive européenne sur l'harmonisation de certains aspects du droit d'auteur et des droits voisins dans la société de l'information,
- Directive 96/82/CE, dite « directive Seveso 2 »,
- Directive 98/44/CE sur la brevetabilité des inventions biotechnologiques,
- Directive 1999/5/CE, dite « Directive R&TTE »
- Directive 1999/31/CE du Conseil du 26 avril 1999 concernant la mise en décharge des déchets,
- Directive 1999/44 directive du 25 mai 1999 sur certains aspects de la vente et des garanties des biens de consommation
- Directive 2001/18/CE sur la dissémination d’OGM,
- Directive 2001/29/CE sur l’harmonisation des droits d’auteur, dite directive EUCD,
- Directive 2002/95/CE remplacée par la directive 2011/65/UE et modifiée par la directive 2017/2102/UE, dite « Directive RoHS »,
- Directive 2003/6/CE sur les abus de marché,
- Directive 2003/48/CE du 3 juin 2003, en matière de fiscalité des revenus de l'épargne sous forme de paiements d'intérêts,
- Directive 2004/108/CE, dite « Directive CEM »,
- Directive 2003/98/CE,
- Directive 2005/36/CE relative à la reconnaissance des qualifications professionnelles
- Directive 2006/112/CE sur le système commun de TVA
- Directive 2006/123/CE relative aux libertés d'établissement des prestataires de service et libre circulation des services dans le marché intérieur, dite « Directive Services » (anciennement Projet de directive Bolkestein),
- Directive 2006/42/CE, dite directive Machine relative aux machines définies à l'article 1 et 2
- Directive 2006/73/CE, dite Directive concernant les marchés d'instruments financiers
- Directive 2007/2/CE, dite « directive INSPIRE ».
- Directive 2011/24/UE, dite Directive européenne sur les droits des patients
- Directive 2022/2464 CSRD, dite directive CSRD, directive relative à la publication d'informations en matière de durabilité par les entreprises

## Forme et contenu
Depuis le Conseil européen d’Edimbourg (1992), le besoin a été ressenti de respecter de bonnes pratiques législatives. Le Conseil et la Commission ont élaboré des textes dans ce sens. La déclaration n° 39 relative à la qualité rédactionnelle de la législation communautaire, annexée à l’acte final du traité d’Amsterdam aussi. De ce fait un guide propose un formalisme pour les textes qui comme la directive font partie de la législation européenne ou des actes de portée générale.
Les directives sont directement destinées aux États membres. Exemple: «Les États membres veillent à ce que toute société tienne un registre... ».
Les directives sont formulées d’une façon moins détaillée pour permettre aux États membres une marge d’appréciation lors de la transposition. Dans le cas contraire, un règlement est plus approprié qu'une directive.
Le guide définit une structure type: titre, préambule, dispositif puis annexes si nécessaires.
Le «titre» en tête de l’acte sert à l’identifier. Il peut être suivi ou intercalé avec d'autres informations: langue faisant foi, intérêt pour l’espace économique européen ou numéro administratif.
Le «préambule» est le texte situé entre le titre et le dispositif. En pratique, il s'agit des visas, des considérants et des formules solennelles qui les enveloppent.
Le «dispositif» est le texte normatif. Il se compose d'articles pouvant être groupés par parties ou titres, chapitres et sections.
Le titre complet d’un acte inclus différents éléments dans l'ordre suivant:
1. le type d’acte (règlement, directive, décision, le cas échéant délégués ou d’exécution);
2. le sigle ou acronyme du domaine concerné (UE, PESC ou Euratom), l’année et le numéro d’ordre de l’acte;
3. le nom de l’institution ou des institutions auteur(s) de l’acte;
4. la date de signature (pour les actes adoptés selon la procédure législative ordinaire, le budget et les décisions budgétaires adoptées par le Parlement européen et le Conseil) ou la date d’adoption;
5. l’intitulé, à savoir l’indication succincte de l’objet.

Le préambule contient les visas et les considérants et des formules solennelles qui les enveloppent: les visas font notamment référence à la base juridique de l’acte, une disposition qui donne la compétence pour adopter l’acte; les considérants sont la partie qui expose la motivation de l'acte situé après les visas mais avant le dispositif. La motivation commence par les mots «considérant ce qui suit:» et se poursuit par des phrases introduites par des points numérotés.

### Les articles
Un article premier définit souvent l’objet et le champ d’application, dans les accords internationaux, comme dans les actes de l’Union: L’«objet» indique ce que l’acte concerne; le «champ
d’application» indique les situations, choses ou personnes pour lesquelles l'acte s’applique.
Pour une meilleure précision, certains mots ou certaines locutions sont définis en début d'article. Ceci doit notamment permettre d'éviter la polysémie ou de préciser les termes.
Par ailleurs, les articles sont préférablement disposés sous une forme commune: 1 : objet et champ d'application; 2 : définitions; droits et obligations; dispositions déléguant des pouvoir et conférent des compétences d'exécution; dispositions procédurales; mesures d'application; dispositions transitoires et finales. Suivant la complexité de l'acte, les articles peuvent être groupés par en titres, chapitres et sections.